# Coppa del Mondo di sci alpino 1968
La Coppa del Mondo di sci alpino 1968 fu la seconda edizione della manifestazione organizzata dalla Federazione internazionale sci; nel corso della stagione si tennero a Grenoble i X Giochi olimpici invernali i cui risultati furono validi per le classifiche della Coppa del Mondo.
La stagione maschile ebbe inizio il 4 gennaio a Bad Hindelang, in Germania Ovest, e si concluse il 7 aprile a Heavenly Valley, negli Stati Uniti; furono disputate 20 gare (5 discese libere, 7 slalom giganti, 8 slalom speciali), in 12 diverse località. Il francese Jean-Claude Killy si aggiudicò sia la Coppa del Mondo generale, sia la quella di slalom gigante; l'austriaco Gerhard Nenning vinse la Coppa di discesa libera e lo svizzero Dumeng Giovanoli quella di slalom speciale. Killy era il detentore uscente della Coppa generale.
La stagione femminile ebbe inizio il 5 gennaio a Oberstaufen, in Germania Ovest, e si concluse il 6 aprile a Heavenly Valley, negli Stati Uniti; furono disputate 23 gare (6 discese libere, 7 slalom giganti, 10 slalom speciali), in 11 diverse località. La canadese Nancy Greene si aggiudicò sia la Coppa del Mondo generale, sia quella di slalom gigante; la francese Isabelle Mir e l'austriaca Olga Pall vinsero a pari merito la Coppa di discesa libera, la francese Marielle Goitschel quella di slalom speciale. La Greene era la detentrice uscente della Coppa generale.

## Uomini

### Risultati
| Data                        | Località            | Nazione        | Pista                | Spec. | Primo             | Secondo            | Terzo                |
| --------------------------- | ------------------- | -------------- | -------------------- | ----- | ----------------- | ------------------ | -------------------- |
| 4 gennaio 1968              | Bad Hindelang       | Germania Ovest | Oberjoch             | GS    | Edmund Bruggmann  | Jean-Claude Killy  | Dumeng Giovanoli     |
| 8 gennaio 1968              | Adelboden           | Svizzera       | Chuenisbärgli        | GS    | Jean-Claude Killy | Edmund Bruggmann   | Stefan Kälin         |
| 13 gennaio 1968             | Wengen              | Svizzera       | Lauberhorn           | DH    | Gerhard Nenning   | Karl Schranz       | Edmund Bruggmann     |
| 14 gennaio 1968             | Wengen              | Svizzera       | Männlichen/Jungfrau  | SL    | Dumeng Giovanoli  | Håkon Mjøen        | Alfred Matt          |
| 20 gennaio 1968             | Kitzbühel           | Austria        | Streif               | DH    | Gerhard Nenning   | Jean-Claude Killy  | Andreas Sprecher     |
| 21 gennaio 1968             | Kitzbühel           | Austria        | Ganslern             | SL    | Dumeng Giovanoli  | Alfred Matt        | Jean-Claude Killy    |
| X Giochi olimpici invernali |                     |                |                      |       |                   |                    |                      |
| 9 febbraio 1968             | Grenoble/Chamrousse | Francia        | Casserousse          | DH    | Jean-Claude Killy | Guy Périllat       | Jean-Daniel Dätwyler |
| 11-12 febbraio 1968         | Grenoble/Chamrousse | Francia        | Simond/des Vallons   | GS    | Jean-Claude Killy | Willy Favre        | Heini Messner        |
| 17 febbraio 1968            | Grenoble/Chamrousse | Francia        | Un/Deux              | SL    | Jean-Claude Killy | Herbert Huber      | Alfred Matt          |
| 24 febbraio 1968            | Chamonix            | Francia        | La Verte des Houches | DH    | Bernard Orcel     | Kurt Huggler       | Guy Périllat         |
| 24 febbraio 1968            | Oslo                | Norvegia       |                      | GS    | Werner Bleiner    | Dumeng Giovanoli   | Edmund Bruggmann     |
| 25 febbraio 1968            | Oslo                | Norvegia       | Kirkerudbakken       | SL    | Patrick Russel    | Dumeng Giovanoli   | Håkon Mjøen          |
| 1º marzo 1968               | Kranjska Gora       | Jugoslavia     | Bedanec              | SL    | Patrick Russel    | Franz Digruber     | Stefan Kälin         |
| 10 marzo 1968               | Méribel             | Francia        |                      | GS    | Jean-Claude Killy | Georges Mauduit    | Guy Périllat         |
| 15 marzo 1968               | Aspen               | Stati Uniti    | Ruthie's             | DH    | Gerhard Nenning   | Heini Messner      | Jean-Claude Killy    |
| 16 marzo 1968               | Aspen               | Stati Uniti    | Ruthie's             | SL    | Billy Kidd        | Herbert Huber      | Alfred Matt          |
| 29 marzo 1968               | Rossland            | Canada         |                      | SL    | Jean-Claude Killy | Jean-Pierre Augert | Rick Chaffee         |
| 31 marzo 1968               | Rossland            | Canada         |                      | GS    | Herbert Huber     | Reinhard Tritscher | Guy Périllat         |
| 6 aprile 1968               | Heavenly Valley     | Stati Uniti    |                      | GS    | Herbert Huber     | Georges Mauduit    | Reinhard Tritscher   |
| 7 aprile 1968               | Heavenly Valley     | Stati Uniti    |                      | SL    | Spider Sabich     | Herbert Huber      | Rick Chaffee         |

Legenda:

DH = discesa libera

GS = slalom gigante

SL = slalom speciale

### Classifiche

#### Generale

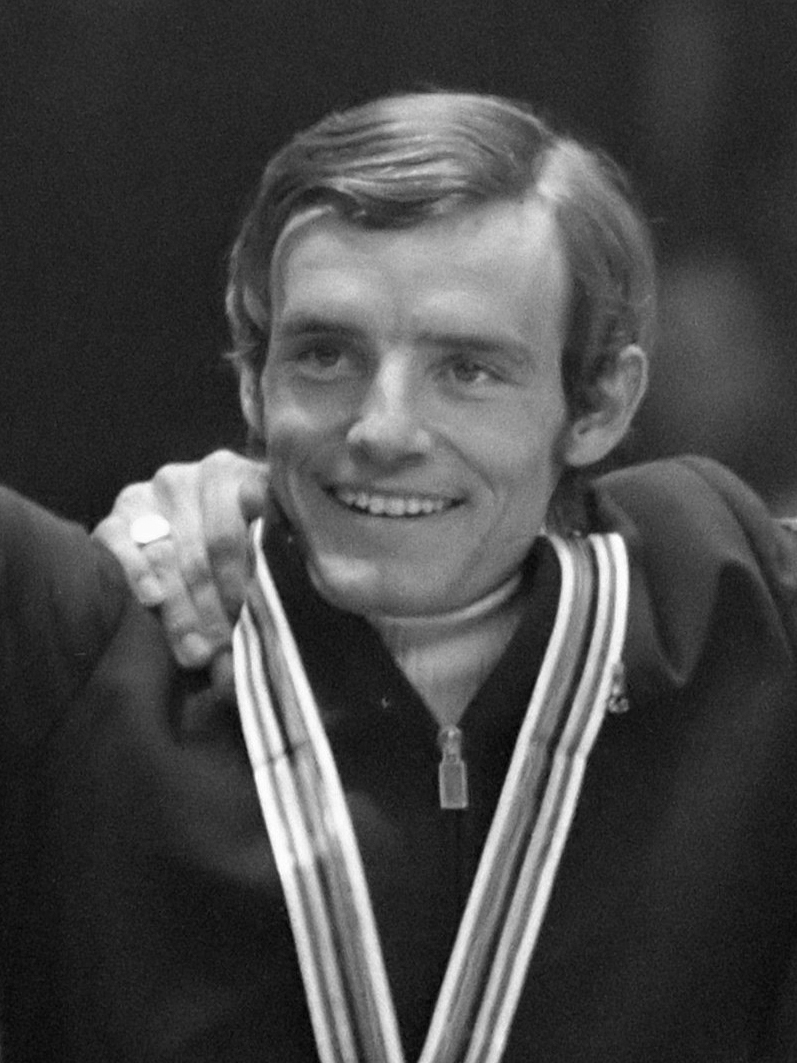
Jean-Claude Killy nel 1968

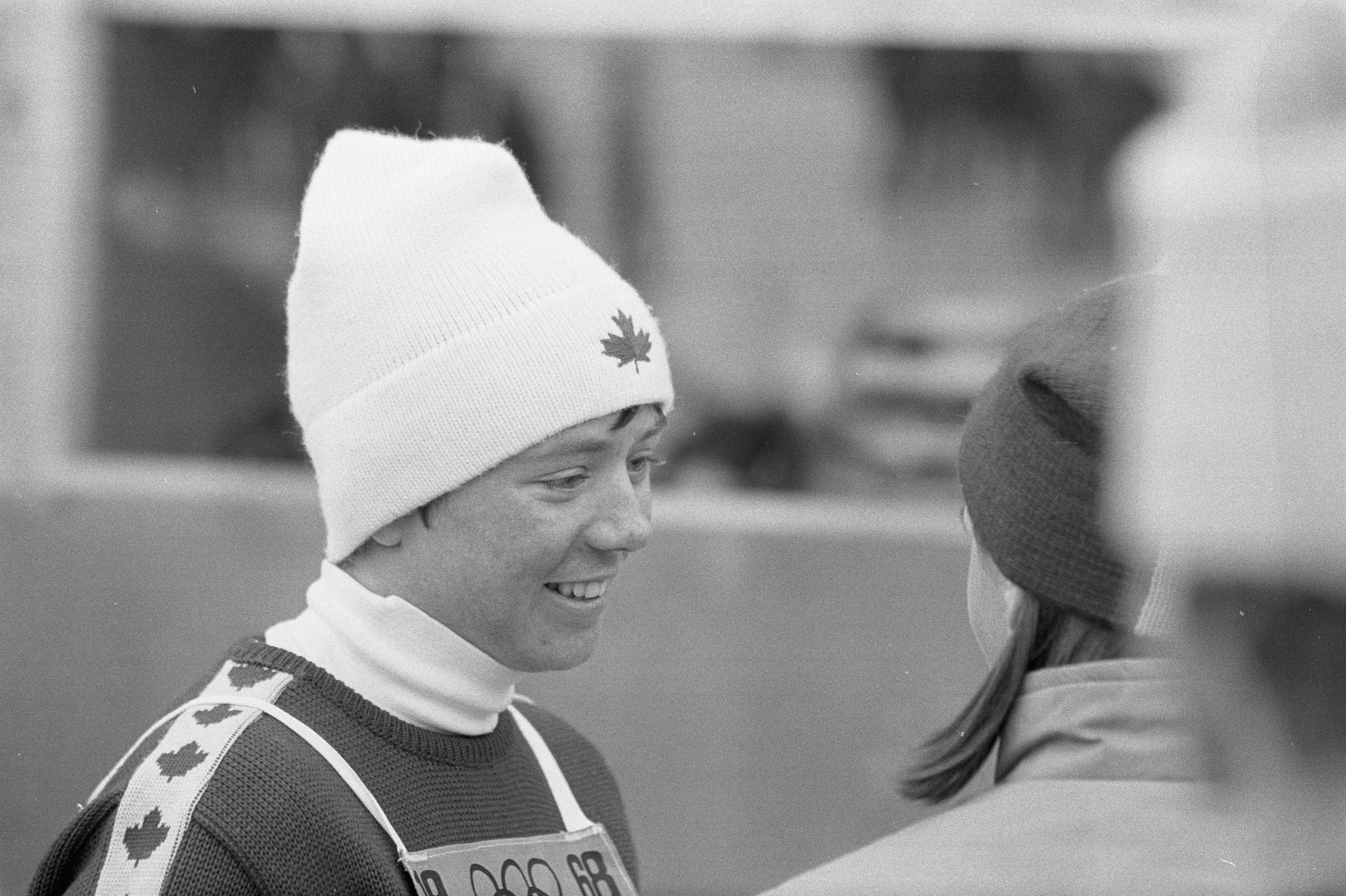
Nancy Greene nel 1968

| Pos. | Nome              | Nazione     | Punti |
| ---- | ----------------- | ----------- | ----- |
| 1    | Jean-Claude Killy | Francia     | 200   |
| 2    | Dumeng Giovanoli  | Svizzera    | 119   |
| 3    | Herbert Huber     | Austria     | 112   |
| 4    | Gerhard Nenning   | Austria     | 102   |
| 5    | Guy Périllat      | Francia     | 83    |
| 6    | Edmund Bruggmann  | Svizzera    | 80    |
| 7    | Billy Kidd        | Stati Uniti | 73    |
| 8    | Karl Schranz      | Austria     | 69    |
| 9    | Patrick Russel    | Francia     | 67    |
| 10   | Heini Messner     | Austria     | 63    |

#### Discesa libera
| Pos. | Nome                 | Nazione  | Punti |
| ---- | -------------------- | -------- | ----- |
| 1    | Gerhard Nenning      | Austria  | 75    |
| 2    | Jean-Claude Killy    | Francia  | 60    |
| 3    | Karl Schranz         | Austria  | 39    |
| 4    | Jean-Daniel Dätwyler | Svizzera | 37    |
| 4    | Bernard Orcel        | Francia  | 37    |
| 4    | Guy Périllat         | Francia  | 37    |

#### Slalom gigante
| Pos. | Nome              | Nazione  | Punti |
| ---- | ----------------- | -------- | ----- |
| 1    | Jean-Claude Killy | Francia  | 75    |
| 2    | Edmund Bruggmann  | Svizzera | 60    |
| 3    | Herbert Huber     | Austria  | 52    |
| 4    | Georges Mauduit   | Francia  | 51    |
| 5    | Dumeng Giovanoli  | Svizzera | 43    |

#### Slalom speciale
| Pos. | Nome              | Nazione  | Punti |
| ---- | ----------------- | -------- | ----- |
| 1    | Dumeng Giovanoli  | Svizzera | 70    |
| 2    | Jean-Claude Killy | Francia  | 65    |
| 3    | Patrick Russel    | Francia  | 61    |
| 4    | Herbert Huber     | Austria  | 60    |
| 5    | Alfred Matt       | Austria  | 50    |

## Donne

### Risultati
| Data                        | Località                | Nazione        | Pista                | Spec. | Prima              | Seconda            | Terza              |
| --------------------------- | ----------------------- | -------------- | -------------------- | ----- | ------------------ | ------------------ | ------------------ |
| 5 gennaio 1968              | Oberstaufen             | Germania Ovest | Hündle               | GS    | Fernande Bochatay  | Florence Steurer   | Nancy Greene       |
| 6 gennaio 1968              | Oberstaufen             | Germania Ovest | Hündle               | SL    | Marielle Goitschel | Gertrud Gabl       | Nancy Greene       |
| 10 gennaio 1968             | Grindelwald             | Svizzera       |                      | GS    | Nancy Greene       | Marielle Goitschel | Fernande Bochatay  |
| 11 gennaio 1968             | Grindelwald             | Svizzera       |                      | SL    | Gertrud Gabl       | Isabelle Mir       | Marielle Goitschel |
| 17 gennaio 1968             | Bad Gastein             | Austria        | Graukogel            | DH    | Olga Pall          | Christl Haas       | Divina Galica      |
| 18 gennaio 1968             | Bad Gastein             | Austria        |                      | SL    | Florence Steurer   | Marielle Goitschel | Gertrud Gabl       |
| 25 gennaio 1968             | Saint-Gervais-les-Bains | Francia        |                      | SL    | Fernande Bochatay  | Florence Steurer   | Kiki Cutter        |
| 27 gennaio 1968             | Saint-Gervais-les-Bains | Francia        | Mont d'Arbois        | DH    | Isabelle Mir       | Annie Famose       | Christl Haas       |
| X Giochi olimpici invernali |                         |                |                      |       |                    |                    |                    |
| 10 febbraio 1968            | Grenoble/Chamrousse     | Francia        | Olympique            | DH    | Olga Pall          | Isabelle Mir       | Christl Haas       |
| 13 febbraio 1968            | Grenoble/Chamrousse     | Francia        | Stade de slalom      | SL    | Marielle Goitschel | Nancy Greene       | Annie Famose       |
| 15 febbraio 1968            | Grenoble/Chamrousse     | Francia        | Gaboureaux           | GS    | Nancy Greene       | Annie Famose       | Fernande Bochatay  |
| 23 febbraio 1968            | Chamonix                | Francia        | La Verte des Houches | DH    | Nancy Greene       | Christl Haas       | Divina Galica      |
| 24 febbraio 1968            | Oslo                    | Norvegia       |                      | GS    | Fernande Bochatay  | Isabelle Mir       | Kiki Cutter        |
| 25 febbraio 1968            | Oslo                    | Norvegia       | Kirkerudbakken       | SL    | Kiki Cutter        | Isabelle Mir       | Wendy Allen        |
| 1º marzo 1968               | Abetone                 | Italia         |                      | SL    | Florence Steurer   | Annie Famose       | Britt Lafforgue    |
| 2 marzo 1968                | Abetone                 | Italia         |                      | DH    | Isabelle Mir       | Annie Famose       | Florence Steurer   |
| 15 marzo 1968               | Aspen                   | Stati Uniti    | Ruthie's             | DH    | Nancy Greene       | Olga Pall          | Marielle Goitschel |
| 16 marzo 1968               | Aspen                   | Stati Uniti    | Ruthie's             | SL    | Nancy Greene       | Gertrud Gabl       | Kiki Cutter        |
| 17 marzo 1968               | Aspen                   | Stati Uniti    | Ruthie's             | GS    | Nancy Greene       | Marielle Goitschel | Rosi Mittermaier   |
| 28 marzo 1968               | Rossland                | Canada         |                      | SL    | Marielle Goitschel | Fernande Bochatay  | Kiki Cutter        |
| 31 marzo 1968               | Rossland                | Canada         |                      | GS    | Nancy Greene       | Florence Steurer   | Gertrud Gabl       |
| 5 aprile 1968               | Heavenly Valley         | Stati Uniti    |                      | GS    | Gertrud Gabl       | Florence Steurer   | Isabelle Mir       |
| 6 aprile 1968               | Heavenly Valley         | Stati Uniti    |                      | SL    | Gertrud Gabl       | Nancy Greene       | Judy Nagel         |

Legenda:

DH = discesa libera

GS = slalom gigante

SL = slalom speciale

### Classifiche

#### Generale
| Pos. | Nome               | Nazione     | Punti |
| ---- | ------------------ | ----------- | ----- |
| 1    | Nancy Greene       | Canada      | 191   |
| 2    | Isabelle Mir       | Francia     | 159   |
| 3    | Florence Steurer   | Francia     | 153   |
| 4    | Marielle Goitschel | Francia     | 128   |
| 5    | Fernande Bochatay  | Svizzera    | 126   |
| 6    | Annie Famose       | Francia     | 123   |
| 7    | Gertrud Gabl       | Austria     | 121   |
| 8    | Olga Pall          | Austria     | 89    |
| 9    | Kiki Cutter        | Stati Uniti | 78    |
| 10   | Christl Haas       | Austria     | 55    |

#### Discesa libera
| Pos. | Nome         | Nazione | Punti |
| ---- | ------------ | ------- | ----- |
| 1    | Isabelle Mir | Francia | 70    |
| 1    | Olga Pall    | Austria | 70    |
| 3    | Christl Haas | Austria | 55    |
| 4    | Nancy Greene | Canada  | 51    |
| 5    | Annie Famose | Francia | 48    |

#### Slalom gigante
| Pos. | Nome               | Nazione  | Punti |
| ---- | ------------------ | -------- | ----- |
| 1    | Nancy Greene       | Canada   | 75    |
| 2    | Fernande Bochatay  | Svizzera | 65    |
| 3    | Florence Steurer   | Francia  | 60    |
| 4    | Gertrud Gabl       | Austria  | 51    |
| 5    | Marielle Goitschel | Francia  | 44    |

#### Slalom speciale
| Pos. | Nome               | Nazione     | Punti |
| ---- | ------------------ | ----------- | ----- |
| 1    | Marielle Goitschel | Francia     | 75    |
| 2    | Gertrud Gabl       | Austria     | 70    |
| 2    | Florence Steurer   | Francia     | 70    |
| 4    | Nancy Greene       | Canada      | 65    |
| 5    | Kiki Cutter        | Stati Uniti | 55    |